# Julio Bracho
Julio Bracho Pérez-Gavilán est un metteur en scène de théâtre, scénariste et réalisateur mexicain, né le 17 juillet 1909 à Durango et décédé à Mexico le 26 avril 1978.

## Biographie
D'abord homme de théâtre, Julio Bracho dirige plusieurs troupes au cours des années 1930. Il commence sa carrière de réalisateur, en plein âge d'or de l'industrie mexicaine, et dirige 50 films entre 1941 et 1978. Son œuvre la plus ambitieuse, La sombra del caudillo (1960), d'après un roman de Martín Luis Guzmán, fut retenu par la censure mexicaine trente années durant. Marié à trois reprises, il eut notamment comme épouse l'actrice Rosenda Monteros (née en 1935), de 1955 à 1957.

## Filmographie principale (comme réalisateur)
- 1941 : ¡Ay, qué tiempos, señor Don Simón !
- 1942 : Histoire d'un grand amour (es) (Historia de un gran amor)
- 1942 : La virgen que forjó una patria
- 1943 : Distinto amanecer (Une aube différente)
- 1945 : Crepúsculo
- 1945 : El monje blanco
- 1945 : Cantaclaro
- 1946 : La mujer de todos
- 1948 : Rosenda
- 1949 : San Felipe de Jesús
- 1950 : La posesión
- 1950 : Inmaculada
- 1951 : Historia de un corazón
- 1951 : L'Absente
- 1951 : Paraiso robado
- 1953 : La cobarde
- 1953 : Mujeres que trabajan
- 1954 : Rita, fille ardente ou Prends-moi dans tes bras (Llévame en tus brazos)
- 1955 : María la Voz
- 1958 : La mafia del crimen
- 1960 : La sombra del caudillo (L'Ombre du caudillo), sorti en 1990.
- 1960 : Cada quién su vida
- 1960 : Una canción para recordar
- 1961 : México lindo y querido
- 1963 : Corazón de niño
- 1964 : Historia de un canalla
- 1964 : He matado a un hombre
- 1965 : Morelos siervo de la nación
- 1965 : Guadalajara en verano
- 1965 : Amor de adolescente
- 1966 : Cuernavaca en primavera
- 1967 : Damiana y los hombres
- 1969 : Andante
- 1974 : En busca de un muro
- 1976 : Espejismos de la ciudad